# Dörflis
Dörflis ist ein Gemeindeteil der Stadt Königsberg in Bayern im unterfränkischen Landkreis Haßberge.

## Geografie
Das Pfarrdorf liegt in etwa 24 Kilometer Entfernung nordwestlich von Bamberg in den Haßbergen. Durch den Ort fließt der Ebelsbach, ein rechter Zufluss des Mains.

## Geschichte
Im Jahr 1346 wurde Dörflis erstmals urkundlich erwähnt, als „Conr. Straßf.“ das Lehen zum „Dorflins“ erhielt.
Im 16. Jahrhundert besaßen die Herren von Bibra die Dorfherrschaft. 1618 erwarb Herzog Ernst von Sachsen-Weimar Dörflis, das in das sächsische Amt Königsberg eingegliedert wurde. Das Dorf gehörte bis 1640 zu Sachsen-Weimar, dann folgte Sachsen-Gotha bis 1675, Sachsen-Römhild bis 1683 und dann Herzogtum Sachsen-Hildburghausen. Mit der Neuordnung der ernestinischen Herzogtümer 1826 bis zum Ende der Monarchie 1918 gehörte der Ort zum Herzogtum Sachsen-Coburg und Gotha. 1920 erfolgte die Eingliederung in das bayerische Bezirksamt Hofheim.
1837 zählte das Pfarrdorf Dörflis 179 Einwohner, 1871 waren es 173, die in 35 Wohngebäuden lebten. 1925 hatte die Landgemeinde Dörflis bei Königsberg in Bayern eine Fläche von 363,62 Hektar, 175 Einwohner, die alle evangelisch waren, und 32 Wohngebäude. Die evangelische Kirche und Schule waren im Ort. 1950 hatte der Ort 218 Einwohner und 32 Wohngebäude. Im Jahr 1970 zählte Dörflis b.Königsberg i.Bay. 198 Einwohner und 1987 157 Einwohner sowie 36 Wohngebäude.
Am 1. Mai 1978 wurde die Gemeinde Dörflis im Zuge der Gebietsreform in Bayern in die Stadt Königsberg eingegliedert.

## Baudenkmäler
Die evangelisch-lutherische Pfarrkirche St. Burkhard ist eine Chorturmkirche. Das Langhaus ist ein Saalbau mit einem Walmdach. Das Sockelgeschoss des Chorturms stammt aus dem 16. Jahrhundert. Der Chor hat eine geputzte flache Holzdecke. Das Haubendach des Turmes wurde in der zweiten Hälfte des 18. Jahrhunderts errichtet. Dörflis war anfangs nach Zeil am Main eingepfarrt, ab 1446 nach Kirchlauter und schließlich ab dem Ende des 16. Jahrhunderts selbstständige Pfarrei.